# 33869 Brunnermatt
33869 Brunnermatt è un asteroide della fascia principale. Scoperto nel 2000, presenta un'orbita caratterizzata da un semiasse maggiore pari a 2,4764974 au e da un'eccentricità di 0,1787500, inclinata di 6,36462° rispetto all'eclittica.